# Tampax
Tampax es una marca de tampones higiénicos, propiedad de Procter & Gamble. En 2020 alcanzó el 29% de la cuota de mercado global de tampones, el mayor segmento de consumidores.

## Historia
Su inicio se remonta a principios de la década de 1930, cuando el médico estadounidense Earle Haas diseñó el primer tampón comercial con sistema de aplicador, que consistió en un capuchón de algodón rodeado de dos tubos telescópicos de cartón. El objetivo era evitar que la consumidora toque directamente el absorbente o sus propios genitales y, para desarrollarlo, Hass se inspiró en el uso de una esponja menstrual y pensó el producto originalmente para beneficio de su propia esposa, bailarina. En 1933 vendió la patente a Gertrude Tendrich, empresaria de Denver quien lo comercializó bajo el nombre de Tampax. Este modelo se vendía mayormente por correo y venía envuelto en un envase blanco discreto.
En 2018 sacó a la venta su propia versión de copa menstrual. El estilo de comunicación de la marca se dirige en mayor medida a un público de niñas pubescentes experimentando sus primeras menstruaciones.
En diciembre de 2024, Tampax Protagonizó Un Anuncio con hombres. 